# جيمهاي
جيمهاي هي مدينة في كوريا الجنوبية، تتبع مقاطعة غيونغسانغ الجنوبية، بلغ عدد سكانها 534,124 نسمة في 2015، تبلغ مساحتها 463.26 كيلومتر مربع.

## أعلام
- لي مين كي
- روه مو هيون
- إي جونغ سو
- سونغ كانغ هو